# 彭玘

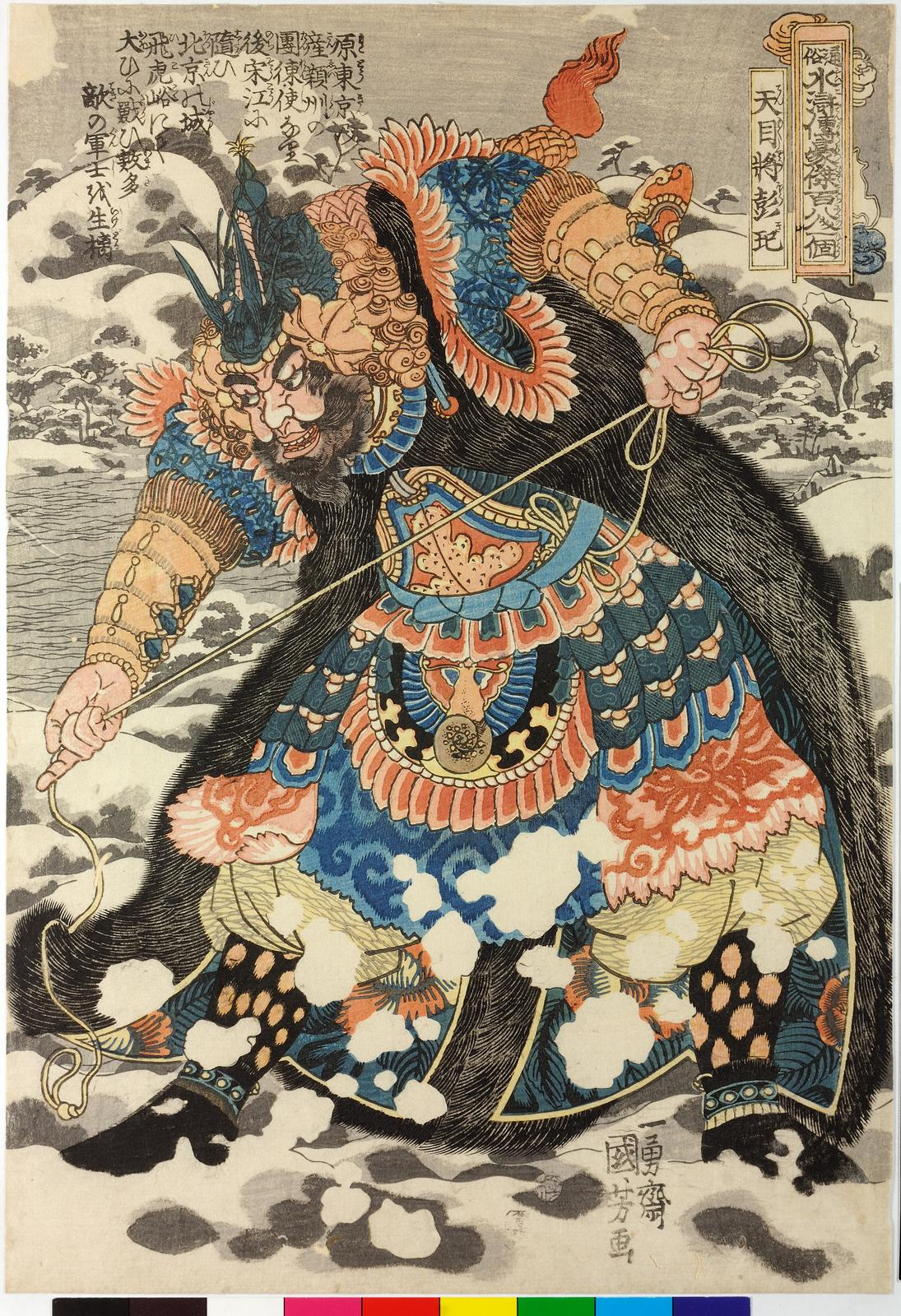
彭玘

彭 玘（ほう き）は、中国の小説で四大奇書の一つである『水滸伝』の登場人物。

## キャラクター概要
地英星の生まれ変わりで、梁山泊第四十三位の好漢。渾名は天目将（てんもくしょう）で、死凶疫病をつかさどる凶星である「天目（かに座）」を意味していることに由来。
三尖両刃の使い手で、代々の武将の家柄である。

## 生涯
元は潁州の団練使を務めており、梁山泊討伐の指揮官に任命された呼延灼の推薦を受けて、韓滔とともに兵を率いて梁山泊へ攻め込む。初戦から果敢に攻めるが扈三娘によって捕らわれる。ところが、捕虜になった際に宋江の厚遇に感心して仲間になり、のちに同じく捕虜となった呼延灼、韓滔を説得し梁山泊入りする。
入山後は、馬軍小彪将兼斥候となり、呼延灼の副将として韓滔と常に行動をともにし前線で戦った。朝廷招安後も、遼国戦や田虎、王慶討伐に参戦するが、方臘討伐で常州を攻めた際、敵将・許定と戦うが、韓滔が高可立の矢を受けて落馬し、張近仁に槍でとどめを刺されたのを見た彭玘は、激怒して高可立に斬りかかるが、不意に横から飛び出した張近仁の槍を受けて戦死する。
| スタブアイコン | サブスタブ | この項目は、まだ閲覧者の調べものの参照としては役立たない、文学に関連した書きかけの項目です。この項目を加筆・訂正などしてくださる協力者を求めています（P:文学、PJ:ライトノベル）。項目が小説家・作家の場合には{Writer-substub}を、文学作品以外の本・雑誌の場合には{Book-substub}を貼り付けてください。 |